# Thitiphan Puangjan
Thitipan Puangchan (tiếng Thái: ฐิติพันธ์ พ่วงจันทร์, RTGS: Thitiphan Phuangchan, phát âm [tʰìʔ.tìʔ.pʰān pʰûa̯ŋ.t͡ɕān]; sinh ngày 1 tháng 9 năm 1993), còn được biết đến với tên đơn giản New (tiếng Thái: นิว, RTGS: Nio, phát âm [nīw]), là cầu thủ bóng đá chuyên nghiệp người Thái Lan thi đấu ở vị trí tiền vệ cho câu lạc bộ Bangkok United tại Giải bóng đá vô địch quốc gia Thái Lan và đội tuyển quốc gia Thái Lan.

## Sự nghiệp quốc tế
Thitipan giành chức vô địch Giải vô địch bóng đá U-19 Đông Nam Á cùng U-19 Thái Lan và thi đấu ở Giải vô địch bóng đá U-19 châu Á 2012. Tháng 3 năm 2013, anh ghi bàn thắng đầu tiên cho đội tuyển quốc gia Thái Lan và lập cú đúp ở trận đấu trước Liban tại Vòng loại Cúp bóng đá châu Á 2015. Tháng 12 năm 2013, anh đại diện U-23 Thái Lan ở Đại hội Thể thao Đông Nam Á 2013. Anh đoạt chức vô địch Đại hội Thể thao Đông Nam Á 2015 với U-23 Thái Lan. Năm 2016, Thitipan được lựa chọn vào đội hình U-23 Thái Lan để tham dự Giải vô địch bóng đá U-23 châu Á ở Qatar.

### Bàn thắng quốc tế

#### U-23
| #  | Ngày                 | Địa điểm           | Đối thủ    | Tỉ số | Kết quả | Giải đấu                                        |
| -- | -------------------- | ------------------ | ---------- | ----- | ------- | ----------------------------------------------- |
| 1. | 25 tháng 6 năm 2012  | Viêng Chăn, Lào    | Campuchia  | 1-0   | 4-0     | Vòng loại Giải vô địch bóng đá U-22 châu Á 2013 |
| 2. | 7 tháng 12 năm 2013  | Yangon, Myanmar    | Đông Timor | 1–0   | 3–1     | Đại hội Thể thao Đông Nam Á 2013                |
| 3. | 12 tháng 12 năm 2013 | Yangon, Myanmar    | Indonesia  | 4–0   | 4–1     | Đại hội Thể thao Đông Nam Á 2013                |
| 4. | 18 tháng 3 năm 2015  | Băng Cốc, Thái Lan | Myanmar    | 1–0   | 1–0     | Giao hữu                                        |
| 5. | 6 tháng 6 năm 2015   | Bishan, Singapore  | Brunei     | 3–0   | 5–0     | Đại hội Thể thao Đông Nam Á 2015                |
| 6. | 10 tháng 6 năm 2015  | Bishan, Singapore  | Việt Nam   | 2–0   | 3–1     | Đại hội Thể thao Đông Nam Á 2015                |
| 7. | 13 tháng 6 năm 2015  | Kallang, Singapore | Indonesia  | 2–0   | 5–0     | Bán kết Đại hội Thể thao Đông Nam Á 2015        |

#### Đội tuyển quốc gia
Tỉ số và kết quả liệt kê bàn thắng của Thái Lan trước.
| #  | Ngày                 | Địa điểm                                                                   | Đối thủ            | Tỉ số | Kết quả | Giải đấu                  |
| -- | -------------------- | -------------------------------------------------------------------------- | ------------------ | ----- | ------- | ------------------------- |
| 1. | 22 tháng 3 năm 2013  | Sân vận động Thành phố Thể thao Camille Chamoun, Beirut, Liban             | Liban              | 1–3   | 2–5     | Vòng loại Asian Cup 2015  |
| 2. | 22 tháng 3 năm 2013  | Sân vận động Thành phố Thể thao Camille Chamoun, Beirut, Liban             | Liban              | 2–4   | 2–5     | Vòng loại Asian Cup 2015  |
| 3. | 14 tháng 7 năm 2017  | Sân vận động Rajamangala, Băng Cốc, Thái Lan                               | CHDCND Triều Tiên  | 2–0   | 3–0     | Cúp Nhà vua Thái Lan 2017 |
| 4. | 5 tháng 10 năm 2017  | Sân vận động Mandalarthiri, Mandalay, Myanmar                              | Myanmar            | 3–1   | 3–1     | Giao hữu                  |
| 5. | 14 tháng 10 năm 2018 | Sân vận động Tỉnh Suphanburi, Suphanburi, Thái Lan                         | Trinidad và Tobago | 1–0   | 1–0     | Giao hữu                  |
| 6. | 14 tháng 1 năm 2019  | Sân vận động Hazza bin Zayed, Al Ain, Các Tiểu vương quốc Ả Rập Thống nhất | UAE                | 1–1   | 1–1     | Cúp bóng đá châu Á 2019   |
| 7. | 11 tháng 6 năm 2022  | Sân vận động Markaziy, Namangan, Uzbekistan                                | Sri Lanka          | 1–0   | 2–0     | Vòng loại Asian Cup 2023  |

## Danh hiệu

### Câu lạc bộ
Muangthong United
- Giải bóng đá Ngoại hạng Thái Lan (1): 2012

Chiangrai United
- Cúp FA Thái Lan (1): 2017

### Quốc tế
U-19 Thái Lan
- Giải vô địch bóng đá U-19 Đông Nam Á (1): 2011

U-23 Thái Lan
- Đại hội Thể thao Đông Nam Á  Huy chương Vàng (2); 2013, 2015

Thái Lan
- Cúp Nhà vua Thái Lan (1): 2017

## Đời tư
Thitipan là con trai của Pairote Puangchan, cựu cầu thủ đội tuyển quốc gia.